# Oreoweisia
Oreoweisia là một chi rêu trong họ Dicranaceae.